# Deinste
Deinste (plattdeutsch Deinst) ist eine Gemeinde im Landkreis Stade in Niedersachsen.

## Gemeindegliederung
Die Gemeinde Deinste besteht aus zwei Ortsteilen. Die beiden Dörfer Deinste und Helmste sind mit jeweils knapp über 1200 Einwohnern annähernd gleich groß.

## Geschichte
Eine Besiedlung der Gegend während der Jungsteinzeit ist anzunehmen, da 1,5 km südöstlich des Ortes an einem verlandeten See Grabhügel gefunden wurden. Bei Untersuchungen in den 1950er Jahren wurde die Steinkammer von Deinste entdeckt.

### Name
Alte Bezeichnungen von Deinste sind um 900 Tunstede, 1315 Deinstede, 1383 Deynstede, 1433 Deyenste und 1500 Deynstede. Das Grundwort des Ortsnamens stammt vom niederdeutschen „-stede“ ab, dessen Bedeutung mit „Stelle, Stätte, Siedlungsstelle“ gedeutet werden kann. Im ersten Teil ist ein Personenname zu vermuten. Letztlich ist von einer Grundform „Dein-s-sted-“ auszugehen, die aus einem männlichen Personenname „Dego, Dago“, und „-sted(e)“ besteht. Der Ortsname bedeutet wohl „Siedlung des Dego oder Dago“; „dag“ bedeutet „Tag, glücklicher Tag“.

### Eingemeindungen
Seit dem 1. Juli 1972 gehört die ehemalige Gemeinde Helmste zur Gemeinde Deinste.

## Politik

### Gemeinderat
Der Rat der Gemeinde Deinste besteht aus 13 Ratsfrauen und Ratsherren. Dies ist die festgelegte Anzahl für die Mitgliedsgemeinde einer Samtgemeinde mit einer Einwohnerzahl zwischen 2000 und 3000 Einwohnern. Die Ratsmitglieder werden durch eine Kommunalwahl für jeweils fünf Jahre gewählt. Die aktuelle Amtszeit begann am 1. November 2021 und endet am 31. Oktober 2026.
Die letzte Kommunalwahl am 12. September 2021 ergab das folgende Ergebnis:
| Partei         | Anteilige Stimmen | Anzahl Sitze |
| -------------- | ----------------- | ------------ |
| CDU            | 48,59 %           | 6            |
| FWG-Pro Bürger | 21,94 %           | 3            |
| SPD            | 19,30 %           | 3            |
| GRÜNE          | 10,17 %           | 1            |

Die Wahlbeteiligung bei der Kommunalwahl 2021 lag mit 63,56 % über dem niedersächsischen Durchschnitt von 57,1 %.
Die Ratsmitglieder von FWG-Pro Bürger und GRÜNEN vereinbarten für die Wahlperiode 2021 bis 2026 eine gemeinsame Gruppe. 

### Bürgermeister
Der Gemeinderat wählte das Gemeinderatsmitglied Jörg Müller (CDU) zum ehrenamtlichen Bürgermeister für die aktuelle Wahlperiode.
Jörg Müller ist seit dem 29. Oktober 2013 Bürgermeister. Er folgte seinem am 30. September 2013 verstorbenen Vorgänger Jochen Sturhan (SPD). Zum Jahreswechsel 2015/2016 trat Jörg Müller aus der SPD aus, bei den Gemeindewahlen 2016 und 2021 kandidierte er auf der Liste der CDU als Bürgermeisterkandidat.

### Ehemalige Bürgermeister
- 1972–1996 Heinrich Klintworth (CDU) †, Ehrenbürgermeister der Gemeinde Deinste[7]
- 1996–2006 Hans-Wilhelm Schmetjen (CDU) †
- 2006–2011 Marianne Wiebusch (CDU)
- 2011–2013 Jochen Sturhan (SPD) †
- seit 2013  Jörg Müller (CDU)

### Wappen
Blasonierung: Das Wappen der Gemeinde Deinste zeigt in Gold über einem halben schwarzen Wasserrad einen silbernen Stechhelm im roten Quadrat.

## Verkehr
Deinste liegt an der 1898 eröffneten Bahnstrecke Hesedorf–Stade, die westlich an der Ortschaft vorbeiführt. 1992 wurde sie von den Eisenbahnen und Verkehrsbetriebe Elbe-Weser übernommen, 1993 folgte hier die Einstellung des Personenverkehrs. Da seit 2003 auch der Güterverkehr ruht, dient der Abschnitt nur noch als Betriebsstrecke und wird im Sommer von touristischen Zügen (Moorexpress) befahren. 

## Kultur und Sehenswürdigkeiten

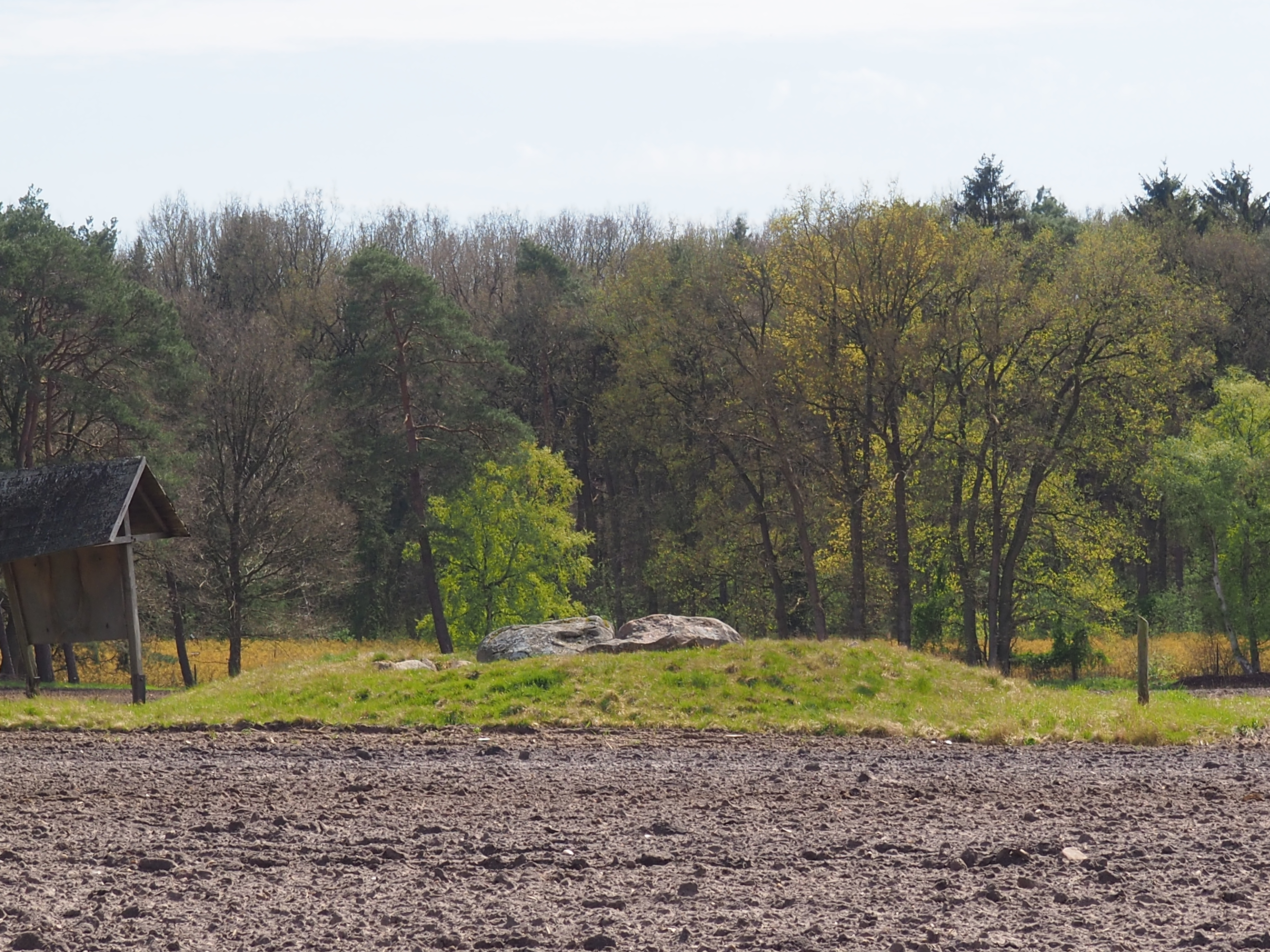
Jungsteinzeitliches Großsteingrab bei Deinste

Deinste liegt an der Niedersächsischen Mühlenstraße.
Das Deinster Mühlengut und der historische Bahnhof sind denkmalgeschützte bauliche Anlagen. Auf dem Mühlengut findet die jährliche Messe LebensArt statt. Das ehemalige Wohn- und Wirtschaftsgebäude wird als Tagungsstätte genutzt. Im Rahmen des Dorferneuerungsprogramms wurde das eingeschossige Empfangsgebäude des Bahnhofes mit angebauten Güterschuppen von 2007 bis 2011 saniert. Ein Förderverein betreibt ein Café und führt Kulturveranstaltungen durch.
Nördlich des Bahnhofs befindet sich das Deutsche Feld- und Kleinbahnmuseum.
Südlich von Deinste wurde eine jungsteinzeitliche Megalithanlage der Trichterbecherkultur (Steinkammer von Deinste) gefunden.

## Söhne und Töchter der Gemeinde
- Ingeborg Glock (1941–2016), Politikerin (GAL), Schriftstellerin und Satirikerin (Pseudonym: Fanny Müller)